# Косівцеве
Косі́вцеве — село в Україні, у Запорізькому районі Запорізької області. Входить до складу Тернуватської селищної громади. Населення становить 170 осіб.

## Географія
Село Косівцеве знаходиться на відстані 1 км від селища Тернувате. По селу протікає пересихаючий струмок з загатою. Поруч проходить залізниця, станція Гайчур за 2 км.

## Історія
- 1898 — дата заснування.
- До 2019 року було у складі Тернуватської селищної ради.

## Населення
Згідно з переписом УРСР 1989 року чисельність наявного населення села становила 164 особи, з яких 70 чоловіків та 94 жінки.
За переписом населення України 2001 року в селі мешкали 164 особи. 100 % населення вказало своєю рідною мовою українську мову.